# Nước cam

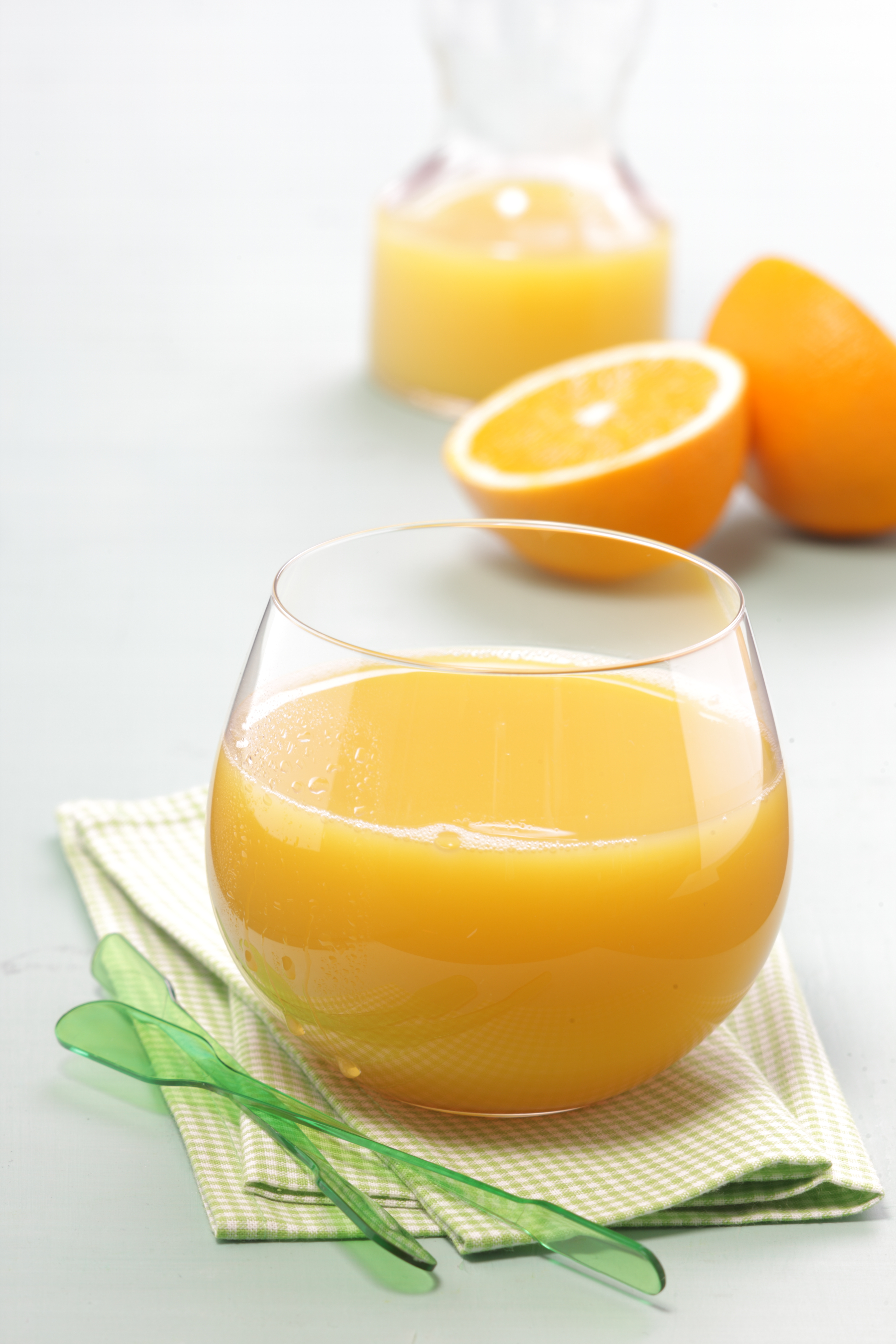
Nước cam

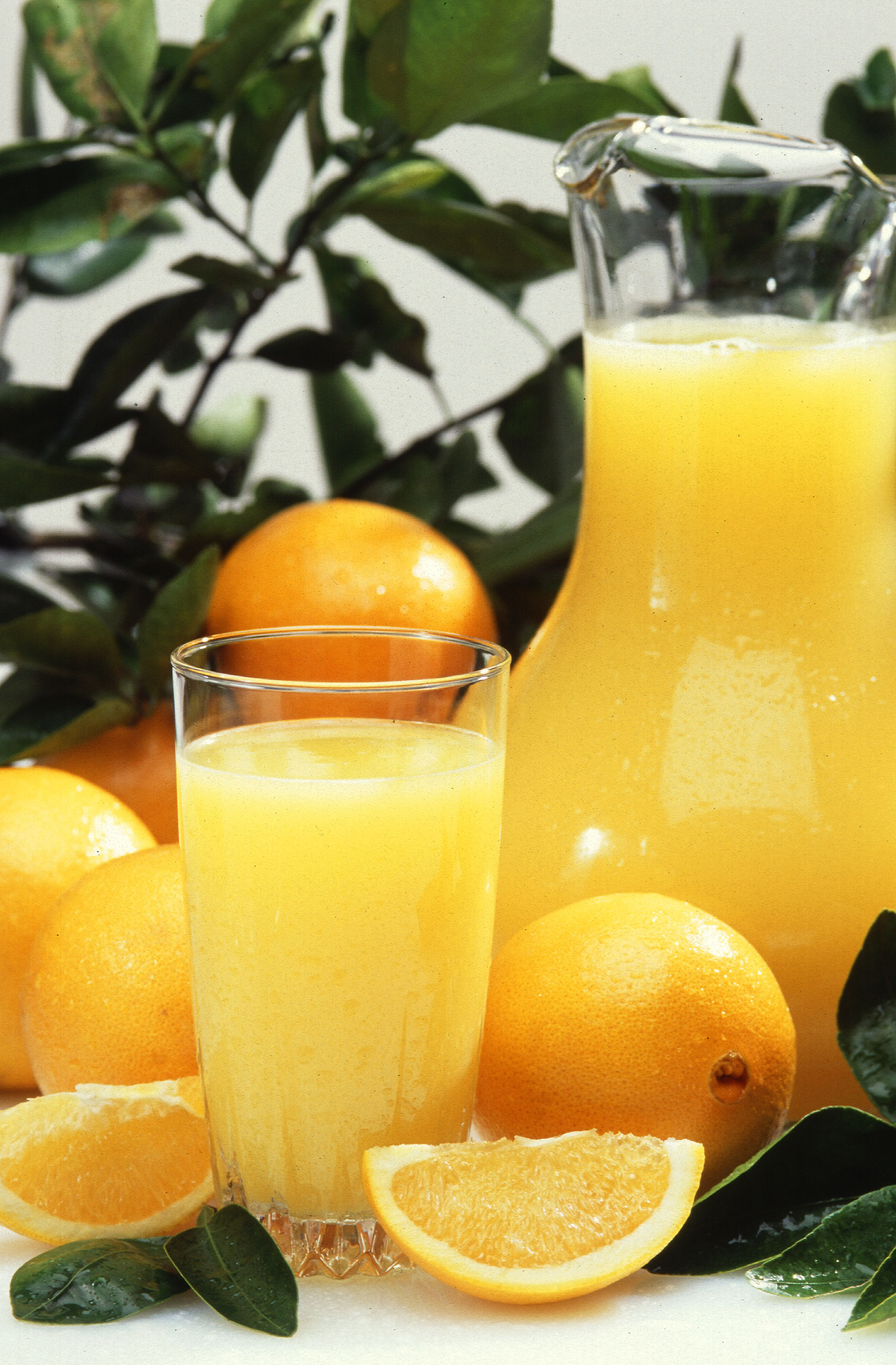
Cam và nước cam

Nước cam hay nước cam ép, hoặc nước cam vắt là một loại thức uống phổ biến được làm từ cam bằng cách chiết xuất nước từ trái cam tươi thông qua việc vắt hay ép thành một loại nước cam tươi. Đối với các sản phẩm nước cam được sản xuất theo công nghiệp, nước cam được chế biến có cho thêm các chất phụ gia, chất bảo quản rồi đóng chai hoặc hộp giấy hay lon nhôm để tiêu thụ. Nước cam có chứa flavonoid có lợi cho sức khỏe và là một nguồn cung cấp các chất chống oxy hóa hesperidin. Đồng thời trong nước cam có chứa nhiều vitamin C, có tác dụng tăng cường sức đề kháng, chống mệt mỏi. Nước cam thường có sự thay đổi giữa màu cam và màu vàng, mặc dù một số màu đỏ ruby hoặc màu cam giống màu đỏ cam hoặc thậm chí hơi hồng.

## Sản xuất và pha chế
Trong sản xuất công nghiệp, nước cam được chế biến theo quy trình quy mô, cam tươi được tập trung với số lượng lớn sau đó được vắt hoặc ép lấy nước, nước cam được tiệt trùng và lọc bỏ các tép cam hay cặn bã trước cho bốc hơi trong chân không và nhiệt. Sau khi loại bỏ hầu hết các phân tử nước, nước cam cô đặc khoảng 65% đường tính theo trọng lượng, sau đó được lưu trữ vào khoảng 10 °F (-12 °C). Sau đó được pha loãng bằng cách thêm nước lọc. 
Tại Mỹ, các thương hiệu lớn kinh doanh nước cam là Tropicana (thuộc sở hữu của PepsiCo Inc), sở hữu gần 65% thị phần. Tropicana cũng hiện diện ở châu Mỹ Latinh, châu Âu và Trung Á.
Ở Đức có nhiều loại nước cam:

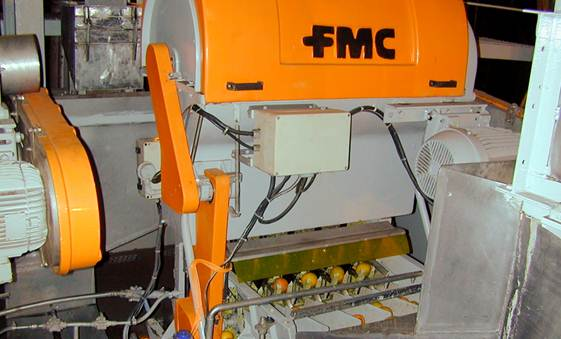
Máy ép trái cam

- Orangensaft còn được gọi O-Saft, thỉng thoảng cũng được gọi Apfelsinensaft thông dụng nhất, là nước cam 100%. Orangensaft cũng có hai loại: Orangensaft Direksaft và Orangensaft từ nước cam cô đặc. Orangensaft Direktsaft là loại được ép từ nơi trồng và qua phương pháp thanh trùng pasteur để có thể giữ được lâu, sau đó được tàu chở hàng chở đến Đức và bỏ vào chai hay hộp. Phần lớn nước cam tới từ Brasil. Đa số nước cam ép được làm thành nước cam cô đặc. Nước cam trong chân không dưới nhiệt độ thấp cho bốc hơi nước chỉ còn lại 1/6 lượng nước ban đầu. Sau đó được giữ với nhiệt độ 0 °C chở sang Đức. Ở đây nước được cho thêm vào đúng lượng đã mất đi. Trong lúc chế biến theo luật mới kể từ 2012 không được phép cho thêm đường vào.[2] Ở Đức trung bình đầu người thì trong năm 2011 mỗi người uống khoảng 8,2 lít nước cam Orangensaft.

Brasil với 1,16 triệu tấn là nước xuất khẩu nhiều nhất nước cam cô đặc. Nhập cảng nhiều nhất là Liên hiệp Âu châu (EU), nhập khoảng 2/3 số xuất khẩu (năm 2011).
- Orangennektar [4] và Orangensaftgetränke [5] là nước cam được pha lỏng, từ nước cam, nước lã, và các thứ khác, kể cả đường.

Ở Trung Quốc, có việc pha chế một loại phụ gia thực phẩm thành nước cam ép, nước cam tươi bán ngoài phố việc pha chế băng cách dùng nước đun sôi để nguội đổ vào một hỗn hợp gồm một chút thứ bột phẩm màu có màu vàng đỏ như cà rốt, hương vị cam rồi khuấy đều. Nước nhanh chóng chuyển thành màu giống như nước cam tươi, mùi hương cũng như cam thật.
Ở Việt Nam, nước cam tại nhiều quán đang được chế biến từ một loại bột hóa học có màu vàng tươi, được bán theo cân với giá siêu rẻ. Công thức gồm pha muỗng bột cam này và một chút đường vào chiếc cốc thủy tinh, sau đó đổ nước lọc, khuấy đều và cho đá vào. Nước nhanh chóng chuyển sang màu vàng tươi giống màu nước cam. Tuy nhiên, nếu tinh mắt sẽ thấy màu vàng của nước cam sẽ thẫm hơn so với màu vàng của loại nước cam pha chế từ bột cam này. Vị của cốc nước cam cũng không ngọt mát như cam tươi, mà hơi chát và ngang. Giá của mỗi cân bột cam rất rẻ.

## Công dụng

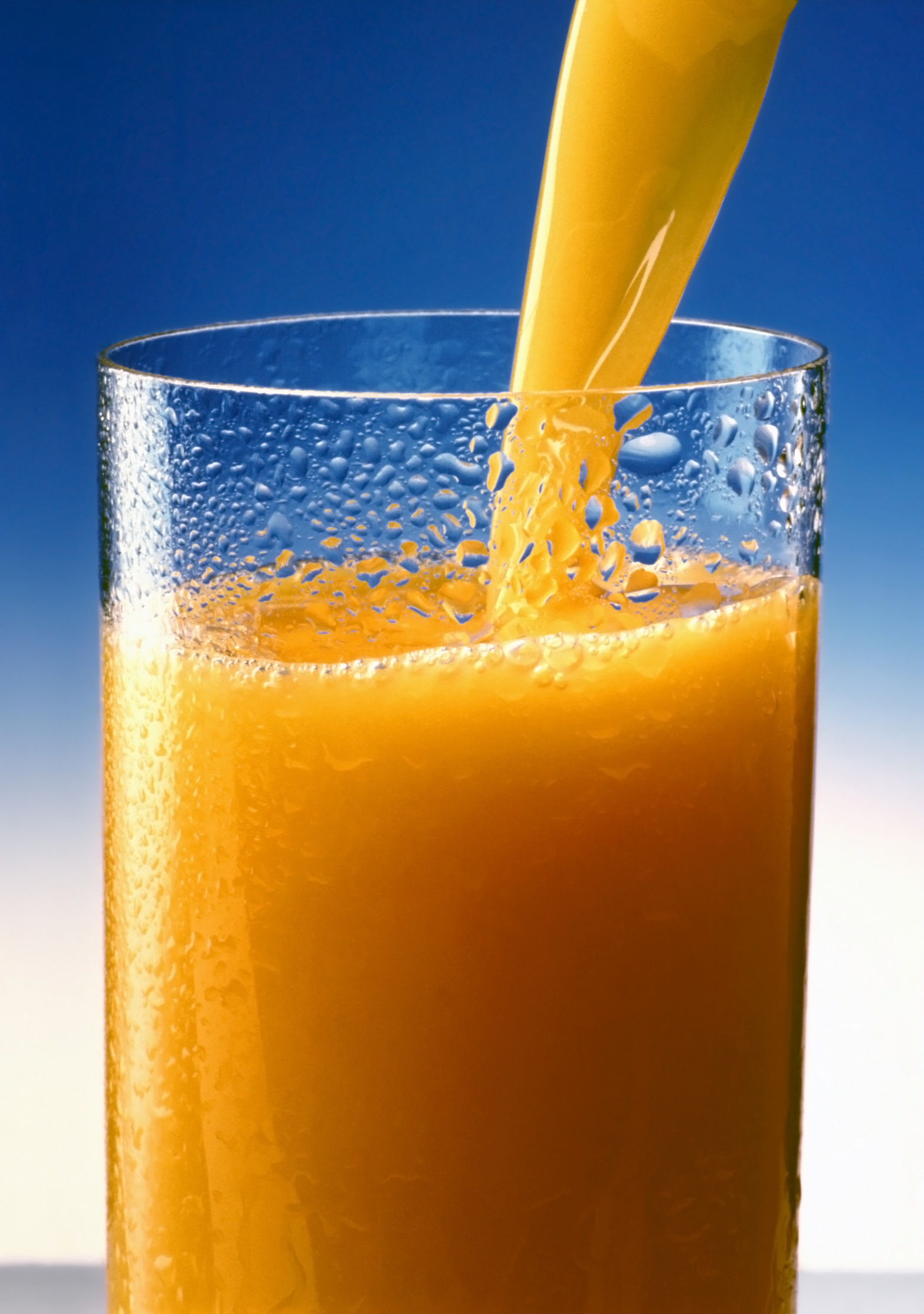
Một ly nước cam 200 ml chứa 60 mg vitamin C, đủ cho nhu cầu mỗi ngày ở người lớn

Trong nước cam có chứa đường, acid hữu cơ, tinh dầu gồm isoamylic, geraniol, teryrineol… nước cam có vị ngọt, chua, tính mật, có tác dụng giải khát, sinh tân dịch, mật phổi, tiêu đờm và lợi tiểu. Là nước giải khát bổ dưỡng, ngoài ra uống nhiều nước cam còn giúp tóc khỏe.
Các chuyên gia sức khỏe ở Anh cho rằng chỉ cần uống một ly nước cam mỗi ngày có thể giúp cải thiện làn da, tóc và móng tay vì cam chứa nhiều vitamin C, kali và axít folic. Vitamin C cần thiết trong quá trình sản sinh ra collagen cùng với siêu dưỡng chất lutein, những chất trì hoãn quá trình lão hóa da. Sắc tố vàng trong cam có liên quan tới việc giảm tổn hại ở da do ánh nắng mặt trời gây ra, đồng thời được cho cải thiện độ đàn hồi của da.

## Khuyến cáo
Không nên uống nước cam khi đang bị viêm loét dạ dày, tá tràng, hay viêm tuyến tụy vì nó chứa rất nhiều chất hữu cơ làm tăng a-xít trong dạ dày, gây ra chứng ợ nóng và làm chứng viêm loét nặng thêm. Ngoài ra, nước cam có thể phá hủy lớp men răng tới 84% khiến răng bị hỏng hoàn toàn.
Có nghiên cứu còn cho rằng những phụ nữ uống 2 ly nước cam/ngày sẽ có nguy cơ bị gout cao gấp 2 lần, tương tự như uống 2 lon nước ngọt có đường, cứ một cốc nước cam làm tăng nguy cơ lên 40%.
Khi ăn bữa sáng không nên uống nước cam vì trong nước cam có hàm lượng đường cao, nếu uống ngay sau khi ăn sáng làm cho đường lên men, gây sình hơi, tức bụng rất khó chịu và không nên uống nước cam vào buổi tối, do nước cam có tác dụng sinh tân dịch và lợi tiểu, dễ gây đi tiểu đêm làm mất ngủ. Nước cam tốt nhất nên uống vào lúc không no, không đói - tức sau khi ăn 1 - 2 giờ.
Và thay vì uống nước cam thì hãy sử dụng cam tươi và không nên cất giữ nước cam trong thời gian dài vì nước cam để lâu sẽ bị mất hết giá trị dinh dưỡng, đặc biệt là vitamin C. Nếu cất giữ nước cam trong thời gian nửa năm thì hàm lượng vitamin C trong nước cam sẽ mất hết.